# Huizingita-(Al)
La huizingita-(Al) és un mineral de la classe dels sulfats. Rep el nom de Terry E. Huizing (nascut el 1938), conservador adjunt de mineralogia del Cincinnati Museum Center, i de Marie E. Huizing (nascuda el 1939), editora de Rocks & Minerals des de 1978.

## Característiques
La huizingita-(Al) és un sulfat* de fórmula química (NH₄)₉Al₃(SO₄)₈(OH)₂(H₂O)₄. Va ser aprovada com a espècie vàlida per l'Associació Mineralògica Internacional l'any 2015. Cristal·litza en el sistema triclínic. La seva duresa a l'escala de Mohs és 2,5.
Segons la classificació de Nickel-Strunz, la huizingita-(Al) pertany a «07.DF - Sulfats (selenats, etc.) amb anions addicionals, amb H₂O, amb cations de mida mitjana i grans» juntament amb els següents minerals: uklonskovita, caïnita, natrocalcita, metasideronatrita, sideronatrita, despujolsita, fleischerita, schaurteïta, mallestigita, slavikita, metavoltina, lannonita, vlodavetsita, peretaïta, gordaïta, clairita, arzrunita, elyita, yecoraïta, riomarinaïta, dukeïta i xocolatlita.
L'exemplar que va servir per a determinar l'espècie, el que es coneix com a material tipus, es troba conservat a les col·leccions mineralògiques del Museu d'Història Natural del Comtat de Los Angeles, a Los Angeles (Califòrnia) amb el número de catàleg: 65576.

## Formació i jaciments
Va ser descoberta al riu Huron, dins el comtat de Huron, a Ohio (Estats Units). També ha estat descrita a la fumarola Bocca Grande, a la Solfatara di Pozzuoli (Campània, Itàlia). Aquests dos indrets són els únics de tot el planeta on ha estat descrita aquesta espècie mineral.